# Vaccinium bocatorense
Vaccinium bocatorense là một loài thực vật có hoa trong họ Thạch nam. Loài này được Wilbur miêu tả khoa học đầu tiên năm 1986.